# Måløv
Måløv ist eine dänische Kleinstadt mit 8693 Einwohnern (1. Januar 2023) auf der Insel Seeland.

## Geografie
Måløv befindet sich im Nordwesten der Ballerup Kommune im Hovedstadsområdet. Der Ort ist zusammengewachsen mit dem südlich liegenden Smørumnedre und dem nördlich liegenden Jonstrup. Jonstrup und Måløv sind statistisch Stadtteile von Smørumnedre. Das zusammenhängende Siedlungsgebiet liegt (Luftlinie) etwa 18 km nordwestlich der Innenstadt Kopenhagens. Der Stadtkern von Roskilde befindet sich circa 20 km südwestlich.
Das Bebauungsgebiet von Måløv erstreckt sich über eine Höhe von 15 bis 45 m.o.h. in hügeligem und moorigem Terrain.

## Geschichte
1193 wurde Måløv erstmals unter dem Namen Malefae erwähnt. Es war bis in das 19. Jahrhundert hinein ein kleines Dorf, dessen Einwohner von Landwirtschaft und Torfabbau lebten. Die Kirche befand sich zu der Zeit am nordwestlichen Rand der Siedlung.
Mit der Anbindung an das Schienennetz im Jahre 1879 begann das Dorf sich in Richtung Süden zu vergrößern. 1920 wurde eine Schule gebaut. Durch Ansiedlung von Industrie und Handwerk wurden Arbeitsplätze geschaffen, und während die Bedeutung der Landwirtschaft zurückging, stieg die Einwohnerzahl von 385 im Jahre 1921 auf 945 im Jahre 1950 an. 1955 hatte Måløv 1130 Einwohner.

## Verkehr
Nach gesetzlichem Beschluss des Baus einer Bahnstrecke von Frederiksberg nach Frederikssund im Mai 1873 wurde 1879 ein Bahnhof in Måløv gebaut, welcher mit Inbetriebnahme der sogenannten Frederikssundbanen eingeweiht wurde. Ab 1911 ersetzte der neue Hauptbahnhof von Kopenhagen den Bahnhof von Frederiksberg auf der Route.
Seit 1949 ist der Bahnhof von Måløv an das S-tog-System angebunden.
Die Sekundærrute 211 verläuft südlich des Ortes und verbindet diesen mit Kopenhagen in südöstlicher Richtung und Frederiksværk in nordnordwestlicher Richtung.

## Kirche
Die Grundsteine für die heutige Måløv Kirke wurden zu Beginn des 12. Jahrhunderts gelegt. Das Kirchenschiff und der Chor stammen aus dieser Zeit und wurden im romanischen Stil errichtet. Um 1500 kamen ein Turm und ein Vorraum in spätgotischem Stil hinzu.